# 1974 no desporto

## Eventos

### Automobilismo
- 6 de outubro - Emerson Fittipaldi torna-se bicampeão do mundo de Fórmula 1 ao terminar em 4º lugar o GP dos Estados Unidos.[1]
- 16 de outubro - É apresentado em Brasília, Distrito Federal, no Salão Negro do Congresso Nacional, com autoridades federais, jornalistas brasileiros e cinco jornalistas mais importante da Europa, o Fittipaldi FD01, o carro da Copersucar-Fittipaldi, equipe brasileira que entra na Fórmula 1 no ano seguinte (1975) e tendo Wilsinho Fittipaldi como piloto titular.[2]

### Ciclismo
- 21 de julho - Eddy Merckx (Bélgica) vence a 61ª edição da Volta à França em bicicleta.[3]

### Futebol
- 17 de janeiro - Fundação do Madrugada Esporte Clube em São Carlos.
- 20 de fevereiro - O Palmeiras empata com o São Paulo no Morumbi em 0 a 0 e torna-se campeão brasileiro de 1973. É o sexto título do Verdão.[4][5]
- 7 de abril - O Barcelona vence o Sporting Gijón por 4 a 2 e torna-se campeão espanhol com cinco rodadas de antecedência.[6]
- 24 de abril - O Leeds United é campeão inglês com uma rodada de antecedência. O Leeds fica com a taça, porque o Liverpool perdeu em casa para o Arsenal por 1 a 0.[7]
- 12 de maio - A Lazio vence o Foggia por 1 a 0 e torna-se campeã italiana pela primeira vez com uma rodada de antecedência.[8]
  - O Bayern de Munique vence o Kickers Offenbach por 1 a 0 e torna-se campeão alemão com uma rodada de antecedência.[9]
- 17 de maio - O Bayern de Munique goleia o Atlético de Madrid por 4 a 0 no Heysel Stadium, em Bruxelas, e torna-se campeão da Liga dos Campeões da Europa pela primeira vez. No primeiro jogo também no Heysel Stadium, o Bayern empatou em 1 a 1 (0 a 0 no tempo normal e 1 a 1 na prorrogação).[10]
- 19 de maio - O Sporting é o campeão português.[11]
- 25 de maio - St. Étienne é o campeão francês.[12]
- 7 de julho - A Alemanha vence a Holanda por 2 a 1 e torna-se bicampeã do Mundo.[13]
- 1 de agosto - O Vasco vence o Cruzeiro no Maracanã por 2 a 1, e torna-se campeão brasileiro pela primeira vez.[14]
- 19 de outubro - O Independiente vence o São Paulo por 1 a 0 no Estádio Nacional, em Santiago, no terceiro jogo, e torna-se pentacampeão da Libertadores da América, e campeão pela terceira vez seguida. No primeiro jogo, o Rojo perdeu por 2 a 1 no Pacaembu e no segundo jogo venceu-o por 2 a 0 em Doble Visera, em Avellaneda.[15]
- 24 de novembro - O Goiânia empata em 1 a 1 contra o Goiás e torna-se campeão goiano. No jogo de ida, o Galo Carijó venceu-o por 1 a 0.[16]
- 1 de dezembro - Internacional vence o Grêmio por 1 a 0 no Beira-Rio e conquista o hexacampeonato gaúcho.[17]
- 11 de dezembro - O Coritiba  vence o Pinheiros por 1 a 0 e torna-se tetracampeão paranaense.[18]
  - O Náutico é o campeão pernambucano.[18]
  - O América de Natal é campeão potiguar.[19]
- 18 de dezembro - O Bahia é bicampeão baiano.[20]
- 22 de dezembro - O Palmeiras vence o Corinthians por 1 a 0 no Morumbi e torna-se campeão paulista. No jogo de ida no Pacaembu, o Verdão empatou em 1 a 1.
  - O Flamengo é campeão carioca.[21]

### Xadrez
- 6 de junho - Abertura da 21ª Olimpíada de Xadrez realizada em Nice, França.[22][23]
- 29 de junho - A União Soviética é campeã Olímpica de Xadrez com uma rodada de antecedência.[24]
- 15 de setembro - Abertura da 6ª Olimpíada de Xadrez para Mulheres realizada em Medellín, Colômbia.[25][26]
- 7 de outubro - A União Soviética é campeã Olímpica de Xadrez para Mulheres.[27]
- 22 de novembro - Anatoly Karpov vence Viktor Korchnoi no Torneio de Candidatos.[28][29]

## Nascimentos
| Data            | Nome                   | Profissão                  | Nacionalidade                 | Observações | Ref    |
| --------------- | ---------------------- | -------------------------- | ----------------------------- | ----------- | ------ |
| 9 de janeiro    | Sávio                  | futebolista                | Brazil                        |             |        |
| 11 de janeiro   | Jens Nowotny           | futebolista                | Alemanha                      |             |        |
| 16 de janeiro   | Kati Winkler           | patinadora artística       | Alemanha                      |             |        |
| 21 de janeiro   | Alexandre Sperafico    | automobilista              | Brazil                        |             |        |
| 25 de janeiro   | Nuno Espírito Santo    | futebolista                | Portugal/ São Tomé e Príncipe |             |        |
| 27 de janeiro   | Ole Einar Bjørndalen   | atleta de biatlo           | Noruega                       |             |        |
| 12 de fevereiro | Toranosuke Takagi      | automobilista              | Japão                         |             |        |
| 15 de fevereiro | Alexander Wurz         | automobilista              | Áustria                       |             |        |
| 18 de fevereiro | Ronaldo Guiaro         | futebolista                | Brazil                        |             |        |
| 18 de fevereiro | Yevgeny Kafelnikov     | tenista                    | Rússia                        |             |        |
| 23 de fevereiro | Stéphane Bernadis      | patinador artístico        | França                        |             |        |
| 27 de fevereiro | Colin Edwards          | motociclista               | Estados Unidos                |             |        |
| 4 de março      | Ariel Arnaldo Ortega   | futebolista                | Argentina                     |             |        |
| 5 de março      | Bolo                   | futebolista                | Espanha                       |             |        |
| 5 de março      | Jens Jeremies          | futebolista                | Alemanha                      |             |        |
| 6 de março      | Serhiy Rebrov          | futebolista                | Ucrânia                       |             |        |
| 9 de março      | Nalbert                | jogador de vôlei           | Brazil                        |             |        |
| 13 de março     | Vampeta                | futebolista                | Brazil                        |             |        |
| 15 de março     | Percy Montgomery       | jogador de rugby           | Namíbia                       |             |        |
| 17 de março     | Tõnis Kasemets         | automobilista              | Estónia                       |             |        |
| 20 de março     | Carsten Ramelow        | futebolista                | Alemanha                      |             |        |
| 21 de março     | José Clayton           | futebolista                | Tunísia · Brazil (nasc.)      |             |        |
| 24 de março     | Jacob Lekgetho         | futebolista                | África do Sul                 | m. 2008     |        |
| 26 de março     | Odvan                  | futebolista                | Brazil                        |             |        |
| 26 de março     | Taribo West            | futebolista                | Nigéria                       |             |        |
| 27 de março     | Gaizka Mendieta        | futebolista                | Spain                         |             |        |
| 27 de março     | George Koumantarakis   | futebolista                | África do Sul                 |             |        |
| 28 de março     | Aleksey Polyakov       | futebolista                | Uzbequistão                   |             |        |
| 29 de março     | Iulian Filipescu       | futebolista                | Roménia                       |             |        |
| 30 de março     | Tomislav Butina        | futebolista                | Croácia                       |             |        |
| 1 de abril      | Vladimir Beschastnykh  | futebolista                | Rússia                        |             |        |
| 3 de abril      | Lecheva                | treinador e ex-futebolista | Brazil                        |             | <d     |
| 11 de abril     | Àlex Corretja          | tenista                    | Spain                         |             |        |
| 20 de abril     | Adrian Ilie            | futebolista                | Roménia                       |             |        |
| 29 de abril     | Pascal Cygan           | futebolista                | França                        |             |        |
| 2 de maio       | Dodô                   | futebolista                | Brazil                        |             |        |
| 6 de maio       | Hélder Ornelas         | atleta                     | Portugal                      |             |        |
| 10 de maio      | Sylvain Wiltord        | futebolista                | França                        |             |        |
| 25 de maio      | Oka Nikolov            | futebolista                | Macedônia do Norte            |             |        |
| 28 de maio      | Hans-Jörg Butt         | futebolista                | Alemanha                      |             |        |
| 29 de maio      | Marc Gené              | automobilista              | Spain                         |             |        |
| 13 de junho     | Flávio Conceição       | futebolista                | Brazil                        |             |        |
| 18 de junho     | Vincenzo Montella      | futebolista                | Itália                        |             |        |
| 26 de junho     | Cyril Nzama            | futebolista                | África do Sul                 |             |        |
| 1 de julho      | Jefferson Pérez        | atleta, marchador          | Equador                       |             |        |
| 5 de julho      | Amoroso                | futebolista                | Brazil                        |             |        |
| 8 de julho      | Dragoslav Jevrić       | futebolista                | Montenegro                    |             |        |
| 11 de julho     | André Ooijer           | futebolista                | Países Baixos                 |             |        |
| 12 de julho     | Stelios Giannakopoulos | futebolista                | Grécia                        |             |        |
| 13 de julho     | Jarno Trulli           | automobilista              | Itália                        |             |        |
| 13 de julho     | Oriol Servià           | automobilista              | Spain                         |             |        |
| 17 de julho     | Claudio López          | futebolista                | Argentina                     |             |        |
| 23 de julho     | Maurice Greene         | atleta, velocista          | Estados Unidos                |             |        |
| 4 de agosto     | Kily González          | futebolista                | Argentina                     |             |        |
| 5 de Agosto     | Guilherme              | ex-futebolista             | Brazil                        |             |        |
| 10 de agosto    | Paul Boehm             | piloto de skeleton         | Canadá                        |             |        |
| 11 de agosto    | Marie-France Dubreuil  | patinadora artística       | Canadá                        |             |        |
| 16 de agosto    | Iván Hurtado           | futebolista                | Equador                       |             |        |
| 27 de agosto    | Carsten Jancker        | futebolista                | Alemanha                      |             |        |
| 3 de setembro   | Didier André           | automobilista              | França                        |             |        |
| 4 de setembro   | Argélico Fucks         | treinador e ex-futebolista | Brazil                        |             |        |
| 7 de setembro   | Jair Xavier de Brito   | ex-futebolista             | Brazil                        |             |        |
| 12 de setembro  | Nuno Valente           | futebolista                | Portugal                      |             |        |
| 14 de setembro  | Hicham El Guerrouj     | atleta, meio-fundista      | Marrocos                      |             |        |
| 18 de setembro  | Ticha Penicheiro       | basquetebolista            | Portugal                      |             |        |
| 18 de setembro  | Sol Campbell           | futebolista                | Inglaterra                    |             |        |
| 23 de setembro  | Matt Hardy             | lutador de wrestling       | Estados Unidos                |             |        |
| 3 de outubro    | Marianne Timmer        | patinadora no gelo         | Países Baixos                 |             |        |
| 6 de outubro    | Fernando Scherer       | nadador                    | Brazil                        |             |        |
| 7 de outubro    | Sanderlei Parrela      | atleta                     | Brazil                        |             |        |
| 7 de outubro    | Ruslan Nigmatullin     | futebolista                | Rússia                        |             |        |
| 8 de outubro    | Koji Murofushi         | atleta                     | Japão                         |             |        |
| 10 de outubro   | Julio Ricardo Cruz     | futebolista                | Argentina                     |             |        |
| 10 de outubro   | Dale Earnhardt Jr.     | automobilista              | Estados Unidos                |             |        |
| 19 de outubro   | Serginho               | futebolista                | Brazil                        | m. 2004     | [ 30 ] |
| 2 de novembro   | Paul Jasper            | automobilista              | Estados Unidos                |             |        |
| 2 de novembro   | Stéphane Sarrazin      | automobilista              | França                        |             |        |
| 5 de novembro   | Dado Pršo              | ex-futebolista             | Croácia                       |             |        |
| 9 de novembro   | Alessandro Del Piero   | futebolista                | Itália                        |             |        |
| 9 de novembro   | Carlos Honorato        | judoca                     | Brazil                        |             |        |
| 9 de novembro   | Marcelinho             | jogador de volei           | Brazil                        |             |        |
| 12 de novembro  | Alessandro Birindelli  | futebolista                | Itália                        |             |        |
| 14 de novembro  | Bosco                  | futebolista                | Brazil                        |             |        |
| 15 de novembro  | Sérgio Conceição       | futebolista                | Portugal                      |             |        |
| 15 de novembro  | Valdemir Pereira       | pugilista                  | Brazil                        |             |        |
| 16 de novembro  | Maurizio Margaglio     | patinador artístico        | Itália                        |             |        |
| 16 de novembro  | Paul Scholes           | futebolista                | Inglaterra                    |             |        |
| 1º de dezembro  | Costinha               | futebolista                | Portugal                      |             |        |
| 3 de dezembro   | Albena Denkova         | patinadora artística       | Bulgária                      |             |        |
| 11 de dezembro  | Rey Mysterio           | wrestler                   | Estados Unidos                |             |        |
| 12 de dezembro  | Nolberto Solano        | futebolista                | Peru                          |             |        |
| 23 de dezembro  | Agustín Delgado        | futebolista                | Equador                       |             |        |
| 24 de dezembro  | Marcelo Salas          | ex-futebolista             | Chile                         |             |        |
| 31 de dezembro  | Tony Kanaan            | automobilista              | Brazil                        |             |        |
| 31 de dezembro  | Mario Aerts            | ciclista                   | Bélgica                       |             |        |

## Mortes
| Data         | Nome            | Profissão                                      | Nacionalidade  | Observações | Ref |
| ------------ | --------------- | ---------------------------------------------- | -------------- | ----------- | --- |
| 22 de Março  | Peter Revson    | piloto de fórmula 1                            | Estados Unidos | n. 1939     |     |
| 31 de Março  | Victor Boin     | nadador, jogador de polo aquático e esgrimista | Bélgica        | n. 1886     |     |
| 21 de Maio   | Lily Kronberger | patinadora artística                           | Hungria        | n. 1890     |     |
| 6 de Outubro | Helmuth Koinigg | automobilista                                  | Áustria        | n. 1948     |     |